# Antonio Gillarduzzi
Antonio Gillarduzzi (fl. XX secolo) è stato un bobbista italiano.

## Biografia
Viene ricordato come vincitore di una medaglia d'argento nella sua disciplina, ottenuta ai campionati mondiali del 1937 (edizione tenutasi a Cortina d'Ampezzo, Italia) insieme al fratello Uberto Gillarduzzi. Nell'edizione l'oro andò al Regno Unito, il bronzo all'altra italiana.